# Claiton (ur. 1984)
Claiton, właśc. Claiton Machado dos Santos (ur. 7 września 1984 w Santa Helena de Goiás) – brazylijsko-włoski piłkarz występujący w US Cremonese.

## Kariera
Claiton karierę rozpoczął w Brazylii, ale w wieku niespełna 16 lat wyprowadził się do Włoch, gdzie trafił do Bologna FC. W klubie tym występował w drużynach młodzieżowych, a w pierwszym zespole zagrał tylko raz - 17 czerwca 2001 roku w przegranym 1:2 meczu Serie A z Interem Mediolan. W 59. minucie Claiton zmienił Alessandro Gamberiniego.
W 2002 roku został wykupiony przez A.C. Milan, gdzie przez długi czas występował w zespole Primavery. W pierwszej drużynie wystąpił tylko w 18 grudnia 2002 roku w wygranym 5:1 meczu 1/8 finału Pucharze Włoch z US Ancona 1905. 18-letni obrońca w 85. minucie zastąpił wówczas Alessandro Costacurtę. Mediolańczycy wygrali wówczas całe rozgrywki, więc Claiton może pochwalić się wywalczeniem Pucharu Włoch.
Od 2004 roku Claiton był wypożyczany z Milanu do AC Prato i Calcio Lecco 1912, a następnie na zasadzie współwłasności trafił do Varese Calcio, z którego po pięciu latach przeszedł do FC Bari 1908. W sezonie 2013/2014 występował Chievo Werona, w barwach którego rozegrał 8 meczów w Serie A, do której wrócił po dwunastu latach. Następnie odszedł do FC Crotone. W sezonie 2015/2016 wywalczył z nim pierwszy w historii awans do najwyższej klasy rozgrywkowej we Włoszech. Był wówczas kapitanem zespołu. Po spadku drużyny do Serie B przeszedł do US Cremonese.